# WikiAfrica
 (novembre 2023).
WikiAfrica se concentre sur l'obtention d'organisations culturelles, de musées et d'archives externes basées en Afrique, ainsi que de blogueurs et de journalistes, pour apporter leurs connaissances à Wikipédia. Le projet est une collaboration internationale qui vise à africaniser Wikipédia en créant et développant 30 000 articles sur Wikipédia sur deux ans. La principale raison de cette focalisation est que les personnes ayant la plus grande connaissance du continent africain participent moins à la représentation en ligne de l'Afrique. Ce projet contribuera à la construction d'une encyclopédie gratuite et ouverte qui offre un meilleur accès et une meilleure visibilité aux informations actuelles et aux archives historiques sur l'Afrique.

## Histoire
WikiAfrica a commencé en 2007, son leadership se concentrant sur la production de contenu, assurant la participation d'experts et d'institutions, évaluant et utilisant d'autres actifs et traitant d'autres aspects critiques du projet.
La fondation à but non lucratif Lettera27 et la plateforme d'art contemporain Africa Center (en) se sont associées afin d'obtenir plus d'informations des Africains sur l'Afrique,,. En termes de marquage d'événements, de personnes et de lieux d'importance historique mondiale, de littérature, de science, d'art ou de toute autre information, l'Afrique a été le continent le moins visible sur Internet. Il a été décidé de ne pas simplement traduire Wikipédia en anglais, mais d'étendre la couverture de l'Afrique et de sa culture,.

## Thèmes et matériaux
Les organisations panafricaines et les utilisateurs de WikiAfrica sont invités à créer de nouveaux articles, à étendre le contenu africain sur plusieurs Wikipédias et à améliorer les informations déjà fournies. Cela peut se faire en partageant des connaissances et en traduisant des articles.
WikiAfrica fonctionne avec le libre partage des matériaux produits par le projet, ayant adopté les licences Open Access et Creative Commons CC-BY-SA et la licence de documentation libre GNU,.

## Réseau et participants
WikiAfrica est principalement une collaboration entre la fondation lettera27 et l'Africa Center, avec l'aide de Wikimedia Italia,,.
Lettera 27 et Wikimedia Italia promeuvent WikiAfrica à travers des réseaux, des recherches, des publications et des événements,.